# Fornossovo
Fornossovo (en russe : Форносово) est une commune urbaine du raïon de Tosno de l'oblast de Léningrad, en Russie. Il est le centre administratif de l'établissement urbain de Fornossovo. Sa population s'élevait à 4 590 habitants en 2024.    

## Géographie
Fornossovo est située dans l'oblast de Léningrad, un sujet de Russie européenne qui fait partie du district fédéral du Nord-Ouest. La localité se trouve dans le raïon de Tosno, une des raïons de l'oblast, et fait partie de l'établissement urbain de Fornossovo, une municipalité du raïon, dont il est le chef-lieu,,.
Fornossovo, comme tout l'oblast de Léningrad, est située dans le fuseau horaire MSK (heure de Moscou). Le décalage horaire appliqué par rapport au temps universel coordonné est +03:00.

## Démographie
Recensements (*) et estimations de la population,:
| 2002* | 2010* | 2021* | 2024  |
| ----- | ----- | ----- | ----- |
| 4 866 | 6 408 | 4 721 | 4 590 |